# Helmut Beulich
Helmut Beulich (* 14. Juni 1927 in Lichtensee, Amtshauptmannschaft Großenhain; † 27. Februar 2023 in Suhl) war ein deutscher Fußballtrainer. Er trainierte im Verlauf seiner Karriere unter anderem den SC Aktivist Brieske-Senftenberg in der erstklassigen DDR-Oberliga.

## Leben
Helmut Beulich trat im Alter von sieben Jahren der SG Wülknitz bei. Dort spielte er, bis er 1943 in die Wehrmacht eingezogen wurde und gegen Kriegsende in Gefangenschaft geriet. Nach seiner Freilassung schloss sich Beulich 1947 dem ZSG Gröditz an, wo er zwölf Jahre spielte und seine aktive Karriere beendete.
Ab 1959 trainierte Helmut Beulich die Jugendmannschaften des SC Aktivist Brieske-Senftenberg, bevor er zwei Jahre später Cheftrainer der Profimannschaft wurde. Der SC Aktivist spielte damals in der DDR-Oberliga, der höchsten Spielklasse der DDR. In der Spielzeit 1962/63 stieg der Verein aus der DDR-Oberliga ab und wurde zeitgleich aufgelöst. Beulich übernahm nach der Gründung des SC Cottbus dessen Jugendmannschaften und wurde parallel dazu Auswahltrainer der Fußballauswahl des Bezirks Cottbus. Mit den Junioren des SC Cottbus wurde Beulich 1964 Meister in der Junioren-Bezirksliga Cottbus und nahm an den Spielen um die Juniorenmeisterschaft teil. 1966 wurde aus der Fußballabteilung des SC Cottbus die BSG Energie Cottbus gebildet, dort wurde Beulich nach einem weiteren Jahr als Jugendtrainer schließlich Trainer der Profimannschaft in der zweitklassigen DDR-Liga.
In seiner ersten Spielzeit als Cheftrainer erreichte Helmut Beulich mit Energie Cottbus den zweiten Platz in der Staffel Nord. Die folgende Saison war von sehr vielen Unentschieden geprägt, sodass die Mannschaft trotz nur sieben Niederlagen lediglich den sechsten Platz belegte. In der Spielzeit 1969/70 stand die BSG nach vier Spieltagen an der Tabellenspitze, im Folgenden konnte sich Beulichs Mannschaft jedoch nicht an der Tabellenspitze halten. Im November 1969 trat Helmut Beulich von seinem Amt zurück und wurde von Günter Dabow abgelöst. Nach seinem Rücktritt war Beulich für etwa acht Monate in der Geschäftsstelle des Bezirksfachverbandes Cottbus tätig.
Im August 1970 übernahm Helmut Beulich das Traineramt des damaligen Bezirksligisten BSG Motor Finsterwalde-Süd. Ab 1972 war er Trainer des Drittligisten BSG Motor Suhl, mit dem er im folgenden Jahr in die DDR-Liga aufstieg. Nach einem dritten Platz in der Saison 1973/74 und einem zweiten Platz in der Saison 1974/75 konnte sich die BSG Motor in der Saison 1975/76 sogar für die Play-off-Spiele zum Aufstieg in die erstklassige Oberliga qualifizieren. Dazu reichte der zweite Platz, da der Erstplatzierte FC Carl Zeiss Jena II in die Nachwuchsoberliga umgegliedert wurde. Mit zwei Siegen, einem Unentschieden und fünf Niederlagen wurde Suhl in der Aufstiegsrelegation Vorletzter und blieb somit in der DDR-Liga. Im Dezember 1977 trat Beulich von seinem Amt zurück.
Ab 1978 trainierte Beulich für einige Jahre die Bezirksauswahl Suhl. Im Februar 1986 kehrte er als Trainer zur BSG Motor Suhl, die im Vorjahr aus der DDR-Oberliga abgestiegen war. Dort erreichte Beulichs Mannschaft am Saisonende nur den 14. Platz. Nach einer weiteren Spielzeit beendete Helmut Beulich im Juni 1987 seine Trainerkarriere.
Am 27. Februar verstarb Beulich im Alter von 95 Jahren in einem Altersheim in Suhl.